# سانتا کروس (اسپانیا)
سانتا کروس د تنریفه شهری در جزیرهٔ تنریفه از جزایر قناری کشور اسپانیا است. جمعیت آن ۲۲۱٬۶۲۷ نفر (۲۰۰۶) و مساحتش ۱۵۰٫۵۶ کیلومتر مربع است.
این شهر مرکز استان سانتا کروس، پایتخت جزایر قناری است. اقتصاد سانتا کروس به گردشگری، و همچنین برخی از صنایع شیمیایی و نفت وابستگی دارد.
این شهرستان در سال ۱۴۹۴ تأسیس شد، هنگامی که یک کلیسای مسیحی به مناسبت گرامی‌داشت روز اختلاط این جزیره را به تاج و تخت از کاستیا ساخته شده است. این شهرستان دیگ ذوب فرهنگ‌های مختلف است، و به آن شخصیت جهانی است. زندگی در شهرستان (همراه با مردم محلی کاناریا) مهاجران از ریشه‌های مختلف: پرو، بولیوی، هندی‌ها، اعراب و اسپانیایی.
این شهرستان دارای پنج بخش اداری و بندر مهم، مرکز ارتباطات بین اروپا، آفریقا و آمریکا است. در شهرستان یکی از کارناوال معروف‌ترین در جهان است، کارناوال از سانتا کروس د تنریفه میزبان.

## نگارخانه

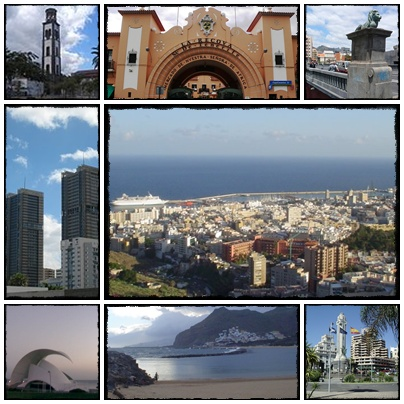
سانتا کروس د تنریفه
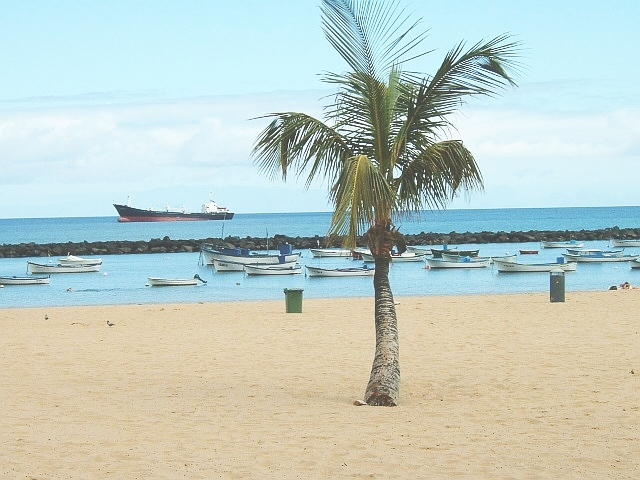
سانتا کروس د تنریفه